# Cinara montanensis
Cinara montanensis är en insektsart som först beskrevs av Wilson 1919.  Cinara montanensis ingår i släktet Cinara och familjen långrörsbladlöss. Inga underarter finns listade i Catalogue of Life.